# Rafah
Rafah o Rafà (àrab: رفح, Rafaḥ), també coneguda com a Rafiah, és una ciutat palestina al sud de la Franja de Gaza. Situada a 30 km al sud de Gaza, la població de Rafah és de 71.003 habitants i està constituïda de manera aclaparadora per refugiats palestins. El camp de Rafah i Tel al-Sultan formen localitats separades. Rafah és la capital del districte anomenat Governació de Rafah. L'Aeroport Internacional Iàssir Arafat era el principal aeroport de la franja i estava localitzat al sud de la ciutat; l'aeroport va funcionar de 1998 a 2001, quan fou bombardejat i arrasat per les Forces de Defensa d'Israel (IDF), després de l'assassinat de soldats israelians per membres de Hamàs, deixant l'aeroport de Gush Katif com l'única pista en servei a Gaza, fins que va ser abandonat el 2004. Rafah és el lloc del pas fronterer de Rafah, l'únic pas entre Gaza i Egipte.

## Etimologia
Antigament fou coneguda com a Robihwa pels antics egipcis, Rafihu pels assiris, Ραφία (Ràfia) pels grecs, Raphia pels romans, Raphiaḥ [pronunciat Rafiach] pels antics israelites, i Rafah en el temps del califat.

## Història

### Antiguitat
Ràfia (llatí Raphia, assiri Rapikhu) fou una ciutat de la costa de Palestina entre Gaza i Rhinocura, considerada la primera ciutat de Celesíria.
Apareix per primer cop en una inscripció de Seti I faraó egipci des de 1303 aC, com Rph, i com la primera parada del faraó Sheshonq I en la campanya del Llevant del 925 aC. El 720 aC fou el lloc on el rei d'Assíria Sargon II va obtenir la victòria sobre els egipcis, i el 217 aC es lliurava la batalla de Rafià entre Ptolemeu IV i Antíoc III el Gran, que va guanyar el primer. (Es diu que per ser una de les batalles més grans mai lliurada al Llevant, amb més de cent mil soldats i centenars d'elefants).
La ciutat fou conquerida per Alexandre Janeu, que la va arrabassar als egipcis. Gabini la va trobar arruïnada i despoblada i fou reconstruïda en la seva època (57 aC). Rafah s'esmenta en l'obra d'Estrabó (16,2, 31), a l'Itinerari d'Antoní, i és descrita al Mapa de Madaba.
Va tenir un bisbe que va estar present al concili d'Efes i als dos concilis de Constantinoble del 536 i 553. Una comunitat jueva es va instal·lar a la ciutat segles ix i x i altre cop el XII, però al segle xi va patir una severa decadència i el 1080 els jueus emigraren a Ascaló. Una comunitat de samaritans també vivia allà durant aquest període. Com la majoria de ciutats del sud de Palestina, l'antiga Rafah tenia un lloc per atracar a la costa (ara Tell Rafah), mentre que la ciutat principal era cap a l'interior. Durant el període romà d'Orient, era una diòcesi.

### Domini islàmic
Rafah era una ciutat comercial important durant el primer període àrab i musulmà, i una de les ciutats capturades pel Califat Raixidun sota el general Amr ibn al-As el 635. Sota els omeies i després els abbàssides Rafah era a l'extrem sud de la frontera del djund de Filastin ("Districte de Palestine"). Segons el geògraf àrab al-Yaqubí, era l'última ciutat a la Província de Síria i a la ruta des de Ramla fins a Egipte. Estava poblada per les tribus Lakhm i Djudham.
El 1226, el geògraf àrab Yaqut al-Hamawí escriu sobre l'anterior importància de Rafah en el primer període àrab, i esmenta que en "d'altres temps fou una ciutat pròspera, amb un mercat, i una mesquita, i hostelries". Tanmateix, diu que en el seu estat actual, Rafah era en ruïnes, però era una estació postal d'aiubida a la ruta a Egipte des de la veïna Deir al-Balah pròxim. Els registres Otomans al segle xvi mostren un poble petit de 16 contribuents.

### Guerres napoleòniques
El 1799, l'exèrcit revolucionari de França manat per Napoleó Bonaparte passava a través de Rafah durant la campanya napoleònica a Egipte i a Síria.

### Seglexix
Va recuperar certa importància al segle xix, des de 1865, com estació telegràfica de la línia Damasc-El Caire. El 1875 el khediv Ismaïl la va visitar i es van erigir dues columnes per marcar que Rafah era el límit entre les províncies d'Egipte i Síria. El 1881 l'arxiduc Lluís Salvador d'Àustria-Toscana escrivia: "Fragments de granit gris i pilars encara estan en peus, i aquí es pot trobar la ruta, els camps, i l'arena, i es veu una línia mig enterrada... Els pilars són restes d'un antic temple i tenen especial importància a ulls dels àrabs que l'anomenen Rafah, ja que marcava el límit entre Egipte i Síria". No obstant la Porta va amenaçar el 1898 d'annexionar el Sinaí a Síria i bestreure-la d'Egipte provocant la visita a Rafah d'Abbas Hilmi; els plans otomans foren desencoratjats per la diplomàcia britànica.

### Seglesxxixxi
L'abril de 1906 els otomans van ocupar Rafah, van enderrocar les dues columnes i van abatre els pals de telègraf; van seguir negociacions l'octubre i el servei telegràfic fou restaurat i es va inaugurar el servei telefònic. El juny de 1917, la Força Expedicionària Egípcia manada per Sir Archibald Murray capturava Rafah durant la Campanya del Sinaí i Palestina, i l'utilitzava com a base pel seu atac en el que fou la primera batalla de Gaza (1917). La presència de les bases de l'exèrcit era un factor econòmic que portava gent a la ciutat, i el 1922 tenia 600 habitants. Amb la sedentarització dels beduïns alguns s'hi van establir i el 1948, la població havia pujat a 2.500. Després de l'Guerra araboisraeliana de 1948, els camps de refugiats s'establiren a la zona. El 1956 l'exèrcit israelià - en la venjança per a una sèrie d'atacs executats pel fedayins - ocuparen la ciutat i mataren 111 persones, incloent-hi 103 refugiats, al camp de refugiats palestí de Rafah. Durant la Guerra dels Sis Dies de 1967, la Força De Defensa d'israel capturava Rafah amb la Península del Sinaí i Gaza; la població era d'uns 55.000 habitants, dels que només 11,000 vivien a Rafah mateix.

Rafah és al peu del mapa.

L'estiu de 1971, l'IDF, sota el general Ariel Xaron (llavors cap del Comandament del sud de l'IDF), va destruir aproximadament 500 cases en els camps de refugiats de Rafah per crear carreteres de patrulla per a forces israelianes. Aquestes demolicions desplaçaren gairebé 4.000 persones. Israel va establir als pobles anomenats Brasil i Canada grups de cases per acomodar als desplaçats i proporcionar millors condicions en les esperances d'integrar els refugiats a la població general i el seu nivell de vida; Brasil està al sud immediat de Rafah, mentre que el Canadà era just en travessar la frontera del Sinai. Els dos s'anomenaven així perquè allotjaven casernes de tropes de les Nacions Unides d'aquests Països. Després dels Acords de Camp David de 1978 que establien la repatriació de refugiats del projecte del Canadà cap a Gaza, es va construir el projecte de Tel al-Sultan, cap al nord-oest de Rafah, per acollir-los.
A causa dels Acords de Camp David, Israel es va retirar de la Península del Sinaí i Rafah fou dividia, amb part de la població al costat egipci de la frontera sota govern d'Egipte, i la resta a la Franja de Gaza. Per afrontar la divisió de la ciutat, els contrabandistes van començar a fer túnels sota la frontera, connectant les dues parts i permetent el contraban de béns i persones.
Durant les protestes egípcies del 2011, els manifestants antigovern atacaren i mataren tres policies a la part egípcia de la ciutat.
El 29 de gener de 2011, l'Església de Sant Jordi i la Biblioteca Nacional foren cremades en la part egípcia de la ciutat després de treure'n tots els llibres islàmics i posar-los en lloc segur.

## Demografia
El 1922, la població de Rafah era de 599 persones, que augmentà a 2.220 el 1945. El 1982, la població total era aproximadament de 10.800.
El 1997 l'Oficina Central Palestina d'Estadística (PCBS) encarregada del cens, establí que Rafah i el seu camp adjacent tenien una població combinada de 91.181 habitants, Tall as-Sultan sola en tenia 17.141 Els refugiats palestins són el 80,3% de la població total. Al cens de 1997, Rafah (juntament amb el Camp de Rafah) distribuïa el gènere en un 50,5% de mascles i un 49,5% de femelles.
El 2006, segons la mateixa fonts, la ciutat Rafah tenia 71.003, Rafah camp i Tall as-Sultan formaven localitats separada a efectes del cens, amb unes poblacions de 59.983 i 24.418 habitants respectivament.

## Pas fronterer de Rafah
Rafah és el lloc del Pas fronterer de Rafah, l'únic lloc que permet travessar de Gaza a Egipte. Anteriorment operat per forces militars israelianes, el control de la travessia fou transferit a l'Autoritat Nacional Palestina el setembre de 2005 com a part de la Retirada israeliana de la franja de Gaza. Una Comissió de la Unió Euroepa començava a controlar el pas el novembre de 2005 enmig de les preocupacions de seguretat israelianes, i l'abril de 2006, la Guàrdia Presidencial del president palestí Mahmud Abbas assumia la responsabilitat pel lloc pel costat de l'Autoritat Nacional Palestina. En el costat egipci, la responsabilitat fou assumida pels 750 Guardes de Frontera admesos per un acord d'Egipte amb Israel. L'acord es signava el novembre del 2005 sota pressió dels Estas Units, i especifica que quedava sota els requisits de seguretat demanats per Israel.
El 23 de gener, de 2008, a les 2, el pas de frontera s'obria després que homes armats fessin explotar la barrera. Durant els quatre dies vinents, aproximadament 700.000 palestins travessaven a Egipte, molts per comprar subministraments i per retornar a Gaza. Un nombre més petit d'egipcis travessaven a Gaza.
L'1 de juny, de 2010, enmig de la commoció internacional després de l'atac d'Israel contra un vaixell civil amb alguns morts, Egipte anunciava que obria el pas de la frontera.
El 28 de maig, de 2011, en una mesura correctora de la política vergonyosa del president destituït Hosni Mubarak envers Palestina i la seva gent, Egipte després de quatre anys de tancament del seu costat va acabar el setge de Gaza reobrint de manera permanent el pas fronterer de Rafah, admetent palestins lliurement al seu país. Els primers a travessar foren cotxes ambulàncies amb pacients que requerien tractament mèdic i eren evacuats cap al Caire.